# Liste der Gerichtsbezirke in der Krain
Diese Liste der Gerichtsbezirke in Krain listet alle ehemaligen Gerichtsbezirke im österreichischen Kronland Krain auf.

## Geschichte
Die Gerichtsbezirke der Krain wurde 1849 durch die „politische Organisirungs-Commission für das Kronland Krain“ festgelegt, wobei für das Gebiet des Kronlands die zwei Landesgerichte Laibach und Neustadtl (später Rudolfswerth) geschaffen wurden. Diesen waren wiederum 31 Bezirksgerichte unterstellt. Zu Laibach gehörten dabei 17, zu Rudolfswerth 14 Gerichtsbezirke. Die Landes- und Bezirksgerichte nahmen ihre Tätigkeit am 1. Juni 1850 auf.
Hatten die Bezirksgerichte in nahezu allen Kronländern auch administrative Aufgaben zu erledigen, so wurden in der Krain bereits 1849 eigene „Bezirkshauptmannschaften“ geschaffen, die diese Aufgaben innehatten. Den Bezirksämtern waren dabei jeweils zwei oder mehr Gerichtsbezirke zugeordnet. Als die Bezirksgerichte 1867/68 im Zuge der Trennung der politischen von der judikativen Verwaltung ihre administrativen Aufgaben im gesamten Reich verloren, wurde 1867 auch in der Krain die politische Verwaltung neu organisiert.
Das Kronland Krain fiel nach dem Ende des Ersten Weltkriegs durch den Vertrag von Saint-Germain an das Königreich Jugoslawien.

## Gerichtsbezirke
Die Tabelle enthält im Einzelnen folgende Informationen:
| Gerichtsbezirk:          | Name des Gerichtsbezirkes in deutscher Sprache                                                                              |
| slowenische Bezeichnung: | slowenische Bezeichnung |
| Landesgericht:           | Landesgericht, dem das Bezirksgericht unterstellt war                                                                       |
| Politische(r) Bezirk(e): | Politische(r) Bezirk(e), in dem der Gerichtsbezirk damals lag. Soweit vorhanden mit dem Zusatz der slowenischen Namensform. |
| Einwohner:               | Einwohner (Stand: 1910) |
| Fläche in km²:           | Fläche in km² (Stand: 1910)                                                                                                 |

| Gerichtsbezirk           | slowenische Bezeichnung | Landesgericht | Politische(r) Bezirk(e)    | Ein- wohner | Fläche in km² |
| ------------------------ | ----------------------- | ------------- | -------------------------- | ----------- | ------------- |
| Adelsberg                | Postojna                | Laibach       | Adelsberg                  | 13.479      | 317,96        |
| Egg                      | Brdo                    | Laibach       | Stein                      | 15.547      | 238,06        |
| Gottschee                | Kočevje                 | Rudolfswerth  | Gottschee                  | 19.203      | 700,94        |
| Grosslaschitz            | Velike Lašče            | Rudolfswerth  | Gottschee                  | 9.443       | 191,83        |
| Gurkfeld                 | Krško                   | Rudolfswerth  | Gurkfeld                   | 17.200      | 234,27        |
| Idria                    | Idrija                  | Laibach       | Loitsch                    | 16.876      | 325,31        |
| Illyrisch-Feistritz      | Ilirska Bistrica        | Laibach       | Adelsberg                  | 12.037      | 203,07        |
| Krainburg                | Kranj                   | Laibach       | Krainburg                  | 22.343      | 361,12        |
| Kronau                   | Kranjska Gora           | Laibach       | Radmannsdorf               | 12.791      | 371,56        |
| Laas                     | Lož                     | Laibach       | Loitsch                    | 8.395       | 462,80        |
| Bischoflack              | Škofja Loka             | Laibach       | Krainburg                  | 23.580      | 512,58        |
| Laibach                  | Ljubljana               | Laibach       | Laibach / Laibach Umgebung | 93.356      | 612,06        |
| Landstraß                | Kostanjevica            | Rudolfswerth  | Gurkfeld                   | 13.788      | 219,59        |
| Möttling                 | Metlika                 | Rudolfswerth  | Tschernembl                | 10.660      | 168,66        |
| Nassenfuß                | Mokronog                | Rudolfswerth  | Gurkfeld                   | 15.046      | 234,18        |
| Neumarktl                | Tržič                   | Laibach       | Krainburg                  | 7.433       | 157,06        |
| Oberlaibach              | Vrhnika                 | Laibach       | Laibach Umgebung           | 15.346      | 331,31        |
| Loitsch (urspr. Planina) | Logatec                 | Laibach       | Loitsch                    | 7.449       | 203,70        |
| Radmannsdorf             | Radovljica              | Laibach       | Radmannsdorf               | 21.237      | 703,25        |
| Ratschach                | Radeče                  | Rudolfswerth  | Gurkfeld                   | 9.606       | 181,82        |
| Reifnitz                 | Ribnica                 | Rudolfswerth  | Gottschee                  | 13.062      | 265,12        |
| Rudolfswerth             | Rudolfovo               | Rudolfswerth  | Rudolfswerth               | 27.861      | 508,74        |
| Littai                   | Litija                  | Rudolfswerth  | Littai                     | 24.255      | 456,81        |
| Seisenberg               | Žužemberk               | Rudolfswerth  | Rudolfswerth               | 9.381       | 247,20        |
| Senosetsch               | Senožeče                | Laibach       | Adelsberg                  | 5.296       | 147,53        |
| Stein                    | Kamik                   | Laibach       | Stein                      | 24.014      | 372,85        |
| Treffen                  | Trebnje                 | Rudolfswerth  | Rudolfswerth               | 10.145      | 175,32        |
| Tschernembl              | Črnomelj                | Rudolfswerth  | Tschernembl                | 14.095      | 377,32        |
| Weixelburg               | Višnja Gora             | Rudolfswerth  | Littai                     | 12.324      | 225,84        |
| Wippach                  | Vipava                  | Laibach       | Adelsberg                  | 12.388      | 229,24        |
| Zirknitz                 | Cerknica                | Laibach       | Loitsch                    | 8.289       | 216,7         |